# Diabolis interium
Diabolis interium ist das dritte Studioalbum der schwedischen Black-Metal-Band Dark Funeral.

## Entstehung
Goddess of Sodomy wurde während der Arbeiten am Vorgängeralbum Vobiscum Satanas geschrieben, Dark Funeral war damals jedoch mit den Arrangements „nicht allzu glücklich“ und stellte das Lied erst einige Jahre später fertig. An Apprentice of Satan erschien in einer anderen Version auf der EP Teach Children to Worship Satan. Ab Januar 2001 ging die Band ins Abyss Studio, um Diabolis interium aufzunehmen.
Das Album erschien am 24. September 2001. Nach der Veröffentlichung ging die Band auf eine Europatournee mit Tidfall, Anorexia Nervosa und Ragnarok im Vorprogramm, bei der Mikael Hedlund von Hypocrisy als Bassist aushalf, und eine US-Tournee im Vorprogramm von Cannibal Corpse.

## Titelliste
Die Texte wurden von Emperor Magus Caligula geschrieben, die Musik von Lord Ahriman.
1. The Arrival of Satan’s Empire – 3:46
2. Hail Murder – 5:02
3. Goddess of Sodomy – 4:11
4. Diabolis interium – 4:20
5. An Apprentice of Satan – 6:04
6. Thus I Have Spoken – 4:59
7. Armageddon Finally Comes – 3:21
8. Heart of Ice – 4:34

Die japanische Version enthält außerdem als Bonustitel die zuvor auf Tribut-Samplern und der EP Teach Children to Worship Satan veröffentlichten Cover, die Wiederveröffentlichung von Regain Records von 2007 enthält die vollständige EP als zweite CD, die von Back on Black von 2011 als zweite LP. Die Version von Necropolis Records enthält Videos zu An Apprentice of Satan und The Secret of the Black Arts. Die Wiederveröffentlichung von Century Media von 2013 enthält das Album, die EP und 2003 in Südamerika aufgenommene Live-Versionen von Hail Murder, Thus I Have Spoken und Armageddon Finally.

## Gestaltung
Das Cover zeigt eine Darstellung des Teufels mit Ketten und Haken im Hintergrund.

## Musikstil und Texte
Robert Müller vom Hard Rock & Metal Hammer schrieb: „Schon die ersten Takte machen klar, dass sich in den drei seit dem letzten Album VOBISCUM SATANAS vergangenen Jahren […] keine neuen Prioritäten ergeben haben […], dafür präsentieren sich die Mannen um Lord Ahriman auf diesem […] ultrafett produzierten Deckel mit einem feinen Händchen für gleichzeitig enorm aggressive und hymnische Black Metal-Granaten. Nur einmal, bei ‚Goddess Of Sodomy‘, geht es etwas gemächlicher und dafür um so härter zu. Ansonsten peitschen gediegen Melodielinien zu kehligen Bekenntnissen an den Gehörnten aus den Boxen […].“ Seine Kolleginnen Claudia Pajzderski und Petra Schurer bezeichneten die Musik als „melodiegeschwängertes Hochgeschwindigkeitsgeknüppel“. Das Album besticht laut Schurer „durch eine Reihe messerscharfen [sic!] Schwarzmetall-Granaten […], auch der Sound harmoniert perfekt mit den Riffgewittern. Jedes Instrument ist in brillanter Klarheit zu hören, und doch schlägt einem der Druck der Rhythmussektion fast den Schädel ein.“ SasH und Andreas Reissnauer vom Ancient-Spirit-Magazine schrieben, die Musik sei „melodischer und epischer als auf ‚Vobiscum Satanas‘“. Auch sie sahen Goddess of Sodomy als untypisch an, da im mittleren Tempo gehalten. Lord Ahriman erklärte, beim Schreiben des vorigen Albums sei seine persönliche Einstellung gewesen, „ein sehr schnelles und atmosphärisches Album zu kreieren, mit nicht so vielen Melodielinien in den Songs“. bei Diabolis interium habe die Band gefühlt, dass es an der Zeit gewesen sei, all ihre besten Aspekte der bisher geschriebenen Musik „aus der Vergangenheit zu summieren und alles auf ein komplett neues Level zu hieven“. Mit Diabolis interium habe sie „eine bessere Balance zwischen schierer Aggression, Extremität, Atmosphäre und Melodien“ als jemals zuvor erreichen wollen. Sie habe „jeden Song für sich selbst verwirklichen, einen Teil davon für sich selbst stehen und den Song hervorstechen lassen“ wollen. Ebenso habe die Band mehr variieren wollen, um „die Gesamtansicht der Songs unterschiedlicher ausfallen zu lassen“. Zu Goddess of Sodomy erklärte Ahriman, nachdem die Band „in den letzten Jahren fast ausschließlich schnelle Songs geschrieben“ hatte, sei es „an der Zeit, eine andere Seite von DARK FUNERAL zum Vorschein zu bringen“. Das Lied wird aufgrund seiner abweichenden Geschwindigkeit auch in der Biographie der Band im Netz gesondert erwähnt. Neben diesem werden dort als Höhepunkte Armageddon Finally Comes und The Arrival of Satan’s Empire hervorgehoben, das nach Meinung vieler „DAS Kronjuwel im Dark-Funeral-Katalog“ sei.
SasH und Reissnauer scheinen die Liedtitel „wieder mal sehr misanthropisch und blasphemisch zu sein“. Laut Ahriman reflektieren die Musik und die Texte die Persönlichkeiten der Musiker. Caligula habe an der Deutlichkeit der Texte gearbeitet und die Botschaft auf eine neue extreme Stufe gehoben. Das neue Album basiere immer noch auf ihren satanischen Standpunkt und ihrem extremen Hass auf organisierte Formen von Religion. Alles drehe sich um den Krieg zwischen Gott und Satan. Außerdem habe die Band einige neue Elemente in die Texte integriert, Goddess of Sodomy basiere mehr auf Sadomasochismus, dem Finden der Lust am Schmerz. Auf die Frage nach seiner Definition des Satanismus antwortete er, dies stelle die Band mit dem Titel ihres Albums vollkommen klar, der „ins Deutsche übersetzt soviel […] wie ‚der innere Teufel‘“ bedeute und auf dem satanischen Standpunkt der Band basiere. Er selbst sei kein Mitglied der Church of Satan, habe aber Kontakt zu einigen Mitgliedern und respektiere und unterstütze ihre Aktivitäten. Er habe über die Jahre seine eigene Art Philosophie und Kodex entwickelt und finde seine Persönlichkeit in vielem, wovon CoS-Gründer Anton Szandor LaVey gesprochen habe, wieder. Bei Hail Murder mutmaßte Schurer, das Lied „dürfte […] alles andere als politisch oder ethisch korrekt sein“. Emperor Magus Caligula entgegnete, er habe sich „fast gedacht, dass diese frage kommt“. Das Lied rufe „keineswegs zum Mord auf, sondern handelt von einem historischen Ereignis, nämlich der Kreuzigung Christi“. Er wolle „in diesem Lied lediglich eine längst vergangene Tat glorifizieren, nicht aber ein Verbrechen hinaufbeschwören. Natürlich ist der Titel eine Art Kampfansage, und das ist auch gewollt.“

## Rezeption
Aufgrund des Erfolgs mit Diabolis interium konnte Dark Funeral Lizenzverträge mit Soundholic Co.Ltd in Japan, Hellion Records in Brasilien, Mystic Production in Polen, Rocris Disc in Rumänien und Bulgarien, S.Stack Co. Ltd in Thailand, Irond in Russland sowie mit Magnum Music in Taiwan, Hong Kong und China abschließen. Aufgrund der Reaktion auf das Album in Brasilien nach der Veröffentlichung auf Hellion Records lizenzierte Somber Records den gesamten Katalog der Band. In Schweden nominierte der Radiosender Rocket 95.3 FM Dark Funeral in der Kategorie „beste schwedische Hard-Rock-Band“ neben Breach, Entombed und Arise.
Laut Müller ist Diabolis interium „hochklassiger Black Metal […], der jedoch in meinen Augen (und Ohren) keine Berge mehr versetzt, die nicht auch schon durch Bands wie Dimmu Borgir oder auch Dark Funeral selbst auf ihrem letzten Album bewegt worden sind. Für Genre-Fans dennoch ein Pflichtkauf!“ Er vergab fünf von sieben Punkten. Laut Pajzderski und Schurer zählt das Album „zu den akustischen Höhepunkten in der Black Metal-Szene“. Laut SasH und Reissnauer hat die Band sich mit dem Album „selbst übertroffen und ihr bisheriges Meisterwerk veröffentlicht. Das Album ist definitiv eines der besten der jüngeren Black Metal Geschichte und Pflicht für jeden Anhänger schwarzer Muse.“ Das Rock Hard nahm die Veröffentlichung in die Liste der „250 Black-Metal-Alben, die man kennen sollte“ auf.